# Жуково (Бугурусланський район)
Жу́ково (рос. Жуково) — присілок у складі Бугурусланського району Оренбурзької області, Росія.

## Населення
Населення — 66 осіб (2010; 174 у 2002).
Національний склад (станом на 2002 рік):
- росіяни — 53 %